# Roman Statkowski
 (décembre 2021).
Roman Adam Statkowski (né le 24 décembre 1859 à Szczypiorno – mort le 12 novembre 1925 à Varsovie) est un compositeur polonais.

## Biographie
Roman Statkowski a composé plusieurs opéras, beaucoup d’Ave Maria (avec un livret fondé sur un poème de Maria d'Antoni Malczewski), des chansons, des symphonies, des pièces pour violon et piano.
Ses élèves sont Viktor Jung, l'un des plus grands compositeurs de musique de film, et Boleslaw Szabelski, fondateur de l'école silésienne de compositeurs.

## Œuvres
Opéras
- Philaenis (ou Filenis) (1897, joué la première fois en 1904)
- Maria (1903-1904, joué la première fois en 1906)

Musique de chambre
6 quatuors à cordes et des mélodies

## Discographie
- Œuvres pour piano, vol. 1 : Toccata, op. 33 ; 6 Préludes, op. 37 ; 3 Morceaux, op. 12 ; Chansons libres, op. 15 ; Pièces caractéristiques, op. 27 ; Par une nuit de printemps, op. 21 no 1 ; Idylles, op. 28 ; Valses - Barbara Karaśkiewicz, piano (2004, Acte Préalable AP0126)[1] (OCLC 750737489) — Premier enregistrement mondial.
- Œuvres pour piano, vol. 2 : 2 Idylles, op. 18 ; 3 Obereks, op. 22 ; 3 Mazureks, op. 24 ; 3 Piécettes polonaises, op. 9 ; 3 Krakowiaks, op. 23 ; 6 Pièces, op. 16 - Barbara Karaśkiewicz, piano (2007, Acte Préalable AP0176)[2]
- Musique pour piano : Toccata, op. 33 ; Préludes, op.37 ; Mazurkas, op.24 ; Immortelles, op.19 ; Six pièces, op.16 – Barbara Karaśkiewicz, piano (2012, Divin Art dda25129) (OCLC 952027507)